# NGC 2538
NGC 2538 في الفهرس العام الجديد، هي مجرة، تقع في كوكبة الكلب الأصغر. اكتشفت في 2 فبراير 1877 بواسطة إدوارد ستيفان.

## روابط خارجية
- NGC 2538 على موقع ويكي سكاي: DSS2, SDSS, GALEX, IRAS, Hydrogen α, X-Ray, Astrophoto, Sky Map, Articles and images